# .km
.km (Comoriano: Komori)  é o código TLD (ccTLD) na Internet para o Comores.